# گارلاک (کالیفرنیا)
گارلاک (به انگلیسی: Garlock) یک منطقهٔ مسکونی در ایالات متحده آمریکا است که در شهرستان کرن، کالیفرنیا واقع شده‌است. گارلاک ۶۶۱ متر بالاتر از سطح دریا واقع شده‌است.